# Liriochroa veronica
Liriochroa veronica är en fjärilsart som beskrevs av Sergius G. Kiriakoff 1968. Liriochroa veronica ingår i släktet Liriochroa och familjen tandspinnare. Inga underarter finns listade i Catalogue of Life.